# Manuel Franklin da Costa
Manuel Franklin da Costa (Cabinda, 31 d'agost de 1921 - 17 de juliol de 2003) va ser un religiós i bisbe catòlic angolès, arquebisbe emèrit de Lubango.

## Biografia
Va estudiar al Seminari de Luanda, fou ordenat sacerdot el 1948 i després va exercir com a professor i prefecte de disciplina. Estudià a l'Institut Gregorià de París i el 1948 fou nomenat canonge de la Catedral de Luanda.
En 1960 va acompanyar l'arquebisbe de Luanda a Lisboa, però les autoritats li prohibiren tornar a Angola per motius polítics. Aleshores es llicencià en filosofia a la Universitat Catòlica Portuguesa de Braga, on treballà com a professor fins que va poder tornar a Angola el 1974 com a rector del Seminari de Luanda.
El 10 d'agost de 1975 el papa Pau VI el va nomenar bisbe d'Henrique de Carvalho, i fou consagrat pel nunci apostòlic a Angola, Giovanni De Andrea. El 1977 fou nomenat arquebisbe de Huambo, càrrec que va ocupar fins que el 1986 Joan Pau II el va nomenat arquebisbe de Lubango. Força carismàtic, sempre va defensar el paper de l'església com a mitjancera en els conflictes i fins i tot proposà convocar un referèndum sobre la independència de Cabinda. En 1997 es va retirar i fou nomenat arquebisbe emèrit fins a la seva mort en 2003.
De 1982 a 1997 fou president de la Conferència Episcopal d'Angola i São Tomé. En 1997 fou president de la Comissió de Comunicacions Socials de Radio Ecclesia.